# Westerlund 1-26
Westerlund 1-26 або Wd 1-26 — це червоний надгігант або гіпергігант на околиці молодого масивного скупчення (англ. super star cluster) Westerlund 1. Зоря є однією з найбільших зір, відомих станом на 2015 рік, хоча її радіус погано визначений (він оцінюється приблизно в 1530 радіусів Сонця або 7 а. о.). Якби зорю розмістити в центрі Сонячної системи, її фотосфера поглинула б орбіту Юпітера.

## Відкриття
Розсіяне скупчення Westerlund 1 було відкрито Бенгтом Вестерлундом 1961 року під час інфрачервоного огляду у так званій зоні уникання і було описано як «дуже почервоніле скупчення в сузір'ї Жертовника». На той час спектральні типи зір скупчення визначити було неможливо, крім найяскравішої зорі, яку попередньо визначили зорею спектрального класу M.
1969 року Боргман, Корнєєв та Слінгерланд провели фотометричний огляд скупчення та позначили зорі, які вони дослідили. Найяскравіша зоря, яка виявилася потужним джерелом радіовипромінювання, була позначена літерою «A». Тому в каталозі SIMBAD зоря має назву Westerlund-1 BKS A, хоча саме скупчення на той час ще не мало назви, — спочатку зорю називали Жертовник A, а інше потужне джерело радіовипромінювання у тому ж скупченні — Жертовник C. Її яскравість у радіодіапазоні вказує на належність Westerlund 1-26 до рідкісних «радіозір». Вестерлунд виконав спектрографічні дослідження скупчення, на той час ще не визначеного як Westerlund 1, яке було надруковано 1987 року, і де зоря отримала номер 26 та спектральний клас M2I.
Сучасна назва походить від 1998 року, коли скупчення було названо Westerlund 1 (Wd1) у науковій праці, у якій Жертовник A назвали зорею 26, а Жертовник C — зорею 9.

## Характеристики
Зоря розташована за 11 500 світлових років від Землі. Видиме світло зорі майже повністю поглинається космічним пилом, тому її досліджували в діапазоні від довгих інфрачервоних до радіохвиль. Радіус зорі становить приблизно 1500 радіусів Сонця, її спектральний тип — червона зоря великої яскравості. У радіодіапазоні вона в 310 000 разів яскравіша за Сонце, що вказує на її світність близько 380 000 разів більшу за сонячну (MV –9,2).
Westerlund 1-26 класифікована як яскравий надгігант. З температурою поверхні близько 3000 К, вона розташована у верхньому правому куті діаграми Герцшпрунга — Рассела. Холодна поверхня вказує на те, що більшість енергії зоря випромінює в інфрачервоному діапазоні. Зоря також демонструє велику втрату речовини, що може вказувати на її подальший розвиток у зорю Вольфа — Райє. За спостереженнями, зоря Westerlund 1-26 кілька разів змінювала спектральний клас, але змін у світності не було.
У жовтні 2013 р. за допомогою оглядового телескопа ДВТ обсерваторії Паранал астрономи відкрили, що Westerlund 1-26 оточена хмарою іонізованого водню. Це перша іонізована туманність, яка відкрита довкола червоного надгіганта завдяки видимим лініям емісії, та друга після відкриття іонізованої туманності довкола NML Лебедя 1982 р. Туманність простягається на 1,3 парсека довкола зорі.